# Niedersachswerfen
Niedersachswerfen – dzielnica gminy Harztor w Niemczech, w kraju związkowym Turyngia, w powiecie Nordhausen, we wspólnocie administracyjnej Hohnstein/Südharz.